# Bobby Shantz
Robert Clayton Shantz (ur. 26 września 1925) – amerykański baseballista, który występował na pozycji miotacza przez 16 sezonów w Major League Baseball.
Schantz w 1948 roku podpisał kontrakt jako wolny agent z Philadelphia Athletics, w którym zadebiutował 1 maja 1949 w meczu przeciwko Washington Senators jako reliever. W 1951 po raz pierwszy wystąpił w Meczu Gwiazd, zaś rok później zaliczając najwięcej zwycięstw i ze wskaźnikiem ERA 2,48 (3. wynik w lidze), został wybrany najbardziej wartościowym zawodnikiem. W lutym 1957 w ramach wymiany zawodników przeszedł do New York Yankees.
W 1957 i 1960 wystąpił w World Series w sumie w sześciu meczach jako reliever; w sezonie 1957 miał najlepszy wskaźnik ERA w American League (2,45). W 1958 po raz pierwszy otrzymał Złotą Rękawicę. Grał jeszcze w Pittsburgh Pirates, Houston Colt .45's, St. Louis Cardinals, Chicago Cubs i Philadelphia Phillies.
| Nagroda/wyróżnienie | Lata             | Źródło |
| MVP National League | 1952             | [ 3 ]  |
| 3× All-Star         | 1951, 1952, 1957 | [ 1 ]  |
| 8× Gold Glove Award | 1957–1964        | [ 7 ]  |